# Claes Stockhaus
Claes Arne Stockhaus, född 28 april 1956 i Attmars församling, Västernorrlands län, är en svensk skötare och politiker (vänsterpartist). Han var ordinarie riksdagsledamot 1998–2002, invald för Västernorrlands läns valkrets.
I riksdagen var han suppleant i skatteutskottet, socialförsäkringsutskottet och Nordiska rådets svenska delegation.